# Shadow of the Raven
Shadow of the Raven – ósmy album studyjny duetu muzycznego Nox Arcana. Wydany 20 sierpnia 2007 roku przez wytwórnię Monolith Graphics. Inspiracją albumu była twórczość Edgara Allana Poego, autora nowel Maska Czerwonego Moru, Zabójstwo przy Rue Morgue, Zagłada domu Usherów, Serce oskarżycielem i innych opowieści z elementami suspensu i horroru, jak również słynnego poematu Kruk.

## Muzyka
Klasyczna, symfoniczna muzyka instrumentalna jest przede wszystkim złożona z dźwięków fortepianu, skrzypiec, organów piszczałkowych i klawesynu, a także melodii z pozytywki, które zostały opisane jako trzymające w napięciu i melancholijne. Album został wprowadzony krótką narracją. Subtelne efekty dźwiękowe pojawiające się w albumie zapewniają akompaniament do kilku z najbardziej znanych utworów literackich Poego.

## Lista utworów
| Nr  | Tytuł                       | Czas |
| --- | --------------------------- | ---- |
| 1.  | "Darkest Hour"              | 1:41 |
| 2.  | "Melancholia"               | 3:01 |
| 3.  | "Descent Into Madness"      | 3:25 |
| 4.  | "The House of Usher"        | 2:04 |
| 5.  | "Madeline’s Lament"         | 2:14 |
| 6.  | "Haunted Memories"          | 4:17 |
| 7.  | "Annabel Lee"               | 3:09 |
| 8.  | "Legacy of Sorrow"          | 2:34 |
| 9.  | "The Black Cat"             | 0:55 |
| 10. | "The Cask of Amontillado"   | 3:15 |
| 11. | "Mysteries of the Night"    | 4:03 |
| 12. | "Midnight Dreary"           | 1:09 |
| 13. | "The Raven"                 | 3:20 |
| 14. | "Morbid Reminiscence"       | 3:13 |
| 15. | "Lenore"                    | 3:24 |
| 16. | "A Dream Within A Dream"    | 2:59 |
| 17. | "The Tell-Tale Heart"       | 1:20 |
| 18. | "Murders in the Rue Morgue" | 2:47 |
| 19. | "The Pit and the Pendulum"  | 3:16 |
| 20. | "Masque of the Red Death"   | 4:43 |
| 21. | "Nevermore" (+hidden track) | 6:09 |

- Ukryty utwór rozpoczynający się kilka sekund po ostatnim utworze kończy zawiera odgłosy kopania i stłumione krzyki jakby osoby chowanej żywcem. Wydaje się to odwoływać do kilku opowiadań Poego (Beczka Amontillado, Zagłada domu Usherów i Czarny kot), w których ofiara zostaje albo zakopana lub pogrzebana żywcem.